# Clemenceau (schip, 1961)
De Clemenceau was een vliegdekschip van de Franse marine. Het schip werd gebouwd tijdens de tweede helft van de jaren vijftig en werd 1961 in dienst gesteld. De Clemenceau was 265 m lang en 51,2 m breed, met een diepgang van 8,6 m. De maximale snelheid was 32 knopen, maar het maximale bereik (7.500 zeemijlen) werd gehaald met de gemiddelde snelheid van 18 knopen.
Het schip werd in 1961 te water gelaten, als vervangster voor de drie vliegdekschepen van de Franse marine, die deze had overgenomen van de Britse Royal Navy. Twee jaar later volgde haar zusterschip de Foch. Beide schepen behoorden tot de Clemenceau-klasse. Ze waren uitgerust met zeer moderne technieken, waaronder stoomkatapulten, liften en een modern vliegdek.
Door verbeteringen aan het model vliegtuigen werd het aantal toestellen teruggebracht tot 40, daar er geen plaats was voor de originele 60. Het eskader vliegtuigen bestaat uit Dassault Étendard IVM-aanvalsvliegtuigen, Dassault Étendard IVP verkennings- en tanktoestellen en Aquilon als luchtverdediging. Antiduikbootverdediging werd uitgevoerd door Alizé-turboprops, die in de jaren zeventig werden vervangen door helikopters, terwijl de Etendard IVM werd vervangen door de Dassault Super-Étendard en de Aquilon door de F-8E Crusader.
De Clemenceau werd afwisselend gebruikt als vliegdekschip en als helikoptermoederschip, samen met haar zusterschip de Foch. Later dan gepland werd de Clemenceau in 1997 uit dienst genomen en gebruikt als voorraad voor reserve-onderdelen voor de Foch.
Omdat het zo'n 770 ton asbest aan boord had werd het geweigerd bij de sloop in India en werd het in 2009 gesloopt door Able UK in Teesside.